# Сарретт, Бернар
Бернар Сарретт (фр. Bernard Sarrette; 27 ноября 1765, Бордо — 11 апреля 1858, Париж) — французский музыкально-общественный деятель, один из основателей Парижской консерватории.

## Биография
Бернар Сарретт родился в Бордо 27 ноября 1765 года. Установлено, что отец его был по профессии сапожником, другие биографические факты, касающееся его детства и воспитания, остаются малоизвестными.
Обосновавшись в Париже, работал счетоводом, однако с началом Французской революции поступил в Национальную гвардию. В 1789 году организовал оркестр Парижской национальной гвардии и с этого времени Сарретт всецело отдается музыке.  Сарретт всецело покровительствует своим музыкантам и участвует с ними во всех уличных манифестациях.
В 1792 году инициировал создание «Музыкальной школы национальной гвардии» (L'école de la garde nationale), которая в 1793 году преобразована в «Национальный музыкальный институт» (L'institut national de musique), а в 1795 году — в «Консерваторию музыки» (Le conservatoire de musique).
В марте 1794 года арестован по политическим мотивам, освобождён в мае 1795. В том же году с целью финансирования Консерватории создал «Музыкальный магазин по обеспечению национальных празднеств» («Magazin de musique à l'usage des Fêtes nationales»).
В 1796—1814 годах возглавлял Парижскую консерваторию (в должности правительственного комиссара, потом директора). Был отправлен в отставку с реставрацией Бурбонов, нетерпимость которых ко всему связанному с революцией, дошла до того, что было заменено название «Консерватория», старым наименованием «Королевская школа музыки» («École royale de musique»). После революции 1830 года новое правительство предложило ему вновь стать директором консерватории, которая уже не называлась больше королевской школой музыки, которой управлял его друг Керубини, и Сарретт не захотел, что-либо менять.
В 1858 году, правительство постановило поместить бюст Сарретта в одной из зал консерватории, а несколько дней спустя 11 апреля 1858 года, Сарретт умер в Париже в возрасте 93 лет. Похороны его были торжественны, и при погребении на кладбище Монмартра присутствовало много музыкантов.

## Награды
- Орден Почётного легиона (1814).

## Увековечение памяти
- Установлен бюст Сарретта в Парижской консерватории (1858, при жизни).
- Именем Сарретта названа улица в Париже (1890).